# Lycèe OVERTURE
《Lycèe OVERTURE》（日语：リセ オーバーチュア），舊版為《Lycèe》（日语：リセ），是一款於2005年1月由SILVER BLITZ所設計、由BROCCOLI所發售的交換卡片遊戲。與水瓶戰記的特色相同，是以卡片印有美少女插畫為其主要的特色。但是兩者的不同處，在於登上《Lycèe》的人物中，有多位為來自於美少女遊戲中的角色。如隸屬在Visual Art's、Leaf、ALICESOFT、TYPE-MOON、AUGUST等旗下公司的作品。《Lycèe》的發售，亦增添對相關作品愛好者的收集動機與玩樂趣味。

2014年12月16日，由於SILVER BLITZ停止一切活動，於是《Lycèe》即停止發售。後來在movic宣布接手SILVER BLITZ原先事業發展的情況下，它於2016年12月在過去《Lycèe》的基礎上，推出《Lycèe OVERTURE》，並於2017年2月24日發售第一彈「Lycee Overture Ver.Fate/Grand Order 1.0」。

## 卡片稀有等級
在《Lycèe》的卡片中，根據封入機率的高低與入手方法的差異，而在各卡片的右下角印有若干以大寫英文字母所表示的卡片稀有程度的等級。卡片稀有程度的等級有5種，分別為以「C」表示的普通（common）、以「U」表示的罕見（uncommon）、以「R」表示的稀有（rare）、以「P」表示的宣傳（promotional），以及以「L」表示的幸運（lucky）。其中又以幸運卡（ラッキーカード）的價值為最高，在日本的二手市場上，常出現賣家以高價販售的情況。在承繼《Lycèe》分類基礎的《Lycèe OVERTURE》的卡片中，其除了沿用普通、罕見、稀有、宣傳、幸運的等級之外，尚有其它的分類等級。例如：以「SR」表示的超級稀有（super rare）與以「SSR」表示的特別超級稀有（specially super rare）或超級特別稀有（super special rare）。以外觀分類而言，另外有以「SP」表示的特別簽名卡（スペシャルカード）、以「SSP」表示的超級特別簽名卡（スーパースペシャルカード）、以「KR」表示的稀有閃卡，以及以「KSR」表示的超級稀有閃卡等。

## 外部連結
- Lycee Official Homepage （页面存档备份，存于）（日語）